# 咸美頓街
咸美頓街（英語：Hamilton Street）是香港九龍油麻地北部的一條東西走向街道，連接廣東道及彌敦道，與其北之登打士街及其南之碧街平行。該道路以首任北愛爾蘭總督咸美頓公爵（James Hamilton, 3rd Duke of Abercorn）命名。該道路是單程路，只可以從上海街向咸美頓街的東段或者西段行駛。東段從上海街經新填地街往廣東道；西段從上海街經砵蘭街、彌敦道、然後是一段掘頭路，掘頭路的盡頭是中電的咸美頓街變電站和油尖區康樂體育會。

## 沿路著名地點
- 陸炳記銅器
- 咸美頓街休憩公園
- 油尖旺康樂體育會
- 咸美頓大廈